# Servais
Servais település Franciaországban, Aisne megyében. Lakosainak száma 290 fő (2022. január 1.). Servais Amigny-Rouy, Barisis-aux-Bois, Beautor, Deuillet és Saint-Gobain községekkel határos.

## Népesség
A település népessége az elmúlt években az alábbi módon változott:
| Lakosok száma | 287  | 271  | 250  | 256  | 306  | 294  | 287  | 290  | 290  | 290  |
|               | 1968 | 1982 | 1990 | 2006 | 2013 | 2015 | 2017 | 2019 | 2020 | 2022 |